# Dulcinea (filme)
Dulcinea é um filme ítalo-germano-espanhol de 1963 dirigido e escrito por Vicente Escrivá. 
Dulcinea representou a Espanha no Festival de Veneza e foi selecionado como representante da Espanha à edição do Oscar 1964, organizada pela Academia de Artes e Ciências Cinematográficas.[carece de fontes?]

## Elenco
- Millie Perkins - Aldonza / Dulcinea
- Folco Lulli - Sancho Pança
- Cameron Mitchell
- Walter Santesso - Diego
- Vittoria Prada - Blanca
- Pepe Rubio
- Andrés Mejuto
- Antonio Garisa
- Hans Söhnker